# Zongo
Zongo   este un oraș  în  partea de sud-vest a Republicii Democrate Congo, în  provincia  Sud-Ubangi, pe malul fluviului Oubangui, vis-a-vis de capitala Republicii Centrafricane, Bangui, de care este legat printr-un feribot.